# Meng Yan
Meng Yan (chinesisch 蔡俊奇; * 30. September 1980) ist ein ehemaliger chinesischer Hürdenläufer, der sich auf die 400-Meter-Distanz spezialisiert hat.

## Sportliche Laufbahn
Erste internationale Erfahrungen sammelte Meng Yan im Jahr 1999, als er bei den Juniorenasienmeisterschaften in Singapur in 52,09 s die Bronzemedaille über 400 m Hürden gewann. 2006 nahm er dann erstmals an den Asienspielen in Doha teil und gewann dort in 49,26 s die Silbermedaille hinter dem Japaner Kenji Narisako. Im selben Jahr stellte er in Bengaluru mit 49,03 s einen neuen chinesischen Landesrekord auf. Im Jahr darauf erreichte er bei den Weltmeisterschaften in Osaka das Halbfinale, in dem er mit 49,70 s ausschied. 2008 qualifizierte er sich für die Teilnahme an den Olympischen Spielen im heimischen Peking, bei denen er mit 49,73 s aber nicht über die erste Runde hinauskam. 2009 startete er bei den Ostasienspielen in Hongkong und gewann dort in 50,99 s die Silbermedaille im Hürdenlauf hinter dem Japaner Naohiro Kawakita und auch mit der chinesischen 4-mal-400-Meter-Staffel sicherte er sich in 3:08,63 min die Silbermedaille hinter dem japanischen Team. Im Jahr darauf erreichte er bei den Asienspielen in Guangzhou erneut das Finale, ging dort aber nicht mehr an den Start. 2013 bestritt er Anfang September bei den Nationalen Spielen in Shenyang seinen letzten offiziellen Wettkampf und beendete daraufhin seine aktive sportliche Karriere im Alter von 32 Jahren.
In den Jahren, 2000, 2002, 2004, 2006 und von 2008 bis 2010 wurde Meng chinesischer Meister im 400-Meter-Hürdenlauf.

## Persönliche Bestzeiten
- 400 m Hürden: 49,03 s, 22. Mai 2006 in Bengaluru (chinesischer Rekord)
  - 400 Meter (Halle): 48,83 s, 15. März 2015 in Peking